# Louis Fortier
Pour les articles homonymes, voir Fortier.
Louis Fortier, né le 25 octobre 1953 à Québec et mort le 4 octobre 2020, est un biologiste et océanographe canadien.  

## Biographie
Louis Fortier grandit à Trois-Rivières. Il détient un baccalauréat en biologie (1976) et une maîtrise en écologie marine (1979) de l'Université Laval, et un doctorat en océanographie des pêches (1983) de l'université McGill. En 1984, il obtient une bourse postdoctorale de l’OTAN. En 1989, Louis Fortier devient professeur à l’Université Laval où il détient la chaire du Canada sur la réponse des écosystèmes arctiques au réchauffement climatique. Spécialiste du zooplancton et des larves de poissons, il dirige le Regroupement stratégique Québec-Océan (autrefois GIROQ) de 1996 à 2005.

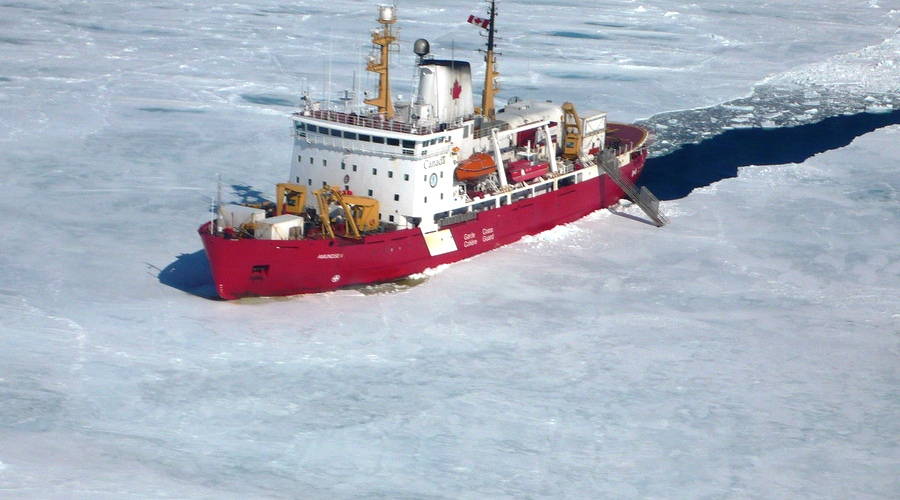
Le NGCC Amundsen dans l'Arctique (2008)

Louis Fortier pilote les Réseaux de recherche NOW (l’Étude internationale de la polynie des Eaux du Nord) et CASES (Canadian Arctic Shelf Exchange Study) du CRSNG (Conseil de recherche en sciences naturelles). Il est responsable scientifique du brise-glace de recherche NGCC Amundsen, directeur scientifique du Réseau de centres d’excellence ArcticNet qui regroupe des chercheurs de 30 universités canadiennes pour l’étude de l’Arctique canadien côtier en mutation, et directeur de la science et de l'innovation de l'Institut nordique du Québec.
Avec Warwick Vincent et Marcel Babin, il met en place une Chaire d’excellence en recherche du Canada sur la télédétection de la nouvelle frontière arctique canadienne.
Louis Fortier décède le 4 octobre 2020 des suites d'une leucémie.

## Distinctions
- 2004 : Scientifique de l'année par la Société Radio-Canada
- 2005 : Personnalité scientifique de 2005 par La Presse et Radio-Canada
- 2006 : Grand diplômé et la médaille Gloire de l’Escolle de l’Association des diplômés de l’Université Laval
- 2007 : Officier de l’Ordre du Canada
- 2007 : Docteur honoris causa de l'université du Manitoba
- 2008 : Officier de l’Ordre national du Québec
- 2008 : Personnalité scientifique par Le Soleil et Radio Canada
- 2009 : Médaille Stefansson du Club des Explorateurs
- 2010 : Prix Armand-Frappier du Québec pour excellence en recherche et développement de la recherche
- 2012 : Médaille Timothy R. Parsons pour l'excellence en sciences océanographiques
- 2012 : Prix de la Famille Garfield Weston pour l'ensemble des réalisations dans le domaine des études nordiques